# Кашина Касинета (Милано)
Кашина Касинета је насеље у Италији у округу Милано, региону Ломбардија.
Према процени из 2011. у насељу је живело 19 становника. Насеље се налази на надморској висини од 84 м.